# 無線標識局
無線標識局（むせんひょうしききょく）は日本の法令で規定された無線局の種別の一つで、無線標識（ラジオビーコン、電波標識）業務を行う。

## 定義
総務省令電波法施行規則第4条第1項第20号に「無線標識業務を行う無線局」と定義されている。
ここで、
- 「無線標識業務」を第3条第1項第13号に「移動局に対して電波を発射し、その電波発射の位置からの方向又は方位をその移動局に決定させることができるための無線航行業務」
- 「無線航行業務」を第3条第1項第10号に「無線航行のための無線測位業務」
- 「海上無線航行業務」を第3条第1項第11号に「船舶のための無線航行業務」
- 「航空無線航行業務」を第3条第1項第12号に「航空機のための無線航行業務」
- 「無線航行」を第2条第1項第30号に「航行のための無線測位（障害物の探知を含む。）」
- 「無線測位」を第2条第1項第29号に「電波の伝搬特性を用いてする位置の決定又は位置に関する情報の取得」

と定義している。

## 概要
船舶・航空機に一方的に電波を発射するだけの無線局であり、それに基づき方位又は方向を決定するのは船舶・航空機側である。電波灯台と通称される無線測位局の一種であるが無線航行局ではない。また陸上局ではないが陸上の無線局ではある。

## 実際
用途
局数の推移に見るとおり航空運輸用とその他国家行政用（航空保安用を含む。）である。
電波の型式及び周波数について、
- 海上無線航行業務は、無線局運用規則第107条で告示するものとされているが、当該告示[2]に規定されていない。
- 航空無線航行業務は、従前は告示するものとされていたが、航空路誌で情報提供できる[3]として廃止[4]された。廃止時の告示[5]に規定されていたのは、無指向性無線標識(NDB)とVHF全方向式無線標識(VOR)である。
  - VORにタカンが併設されるとVORTACと、航空用DMEが併設されるとVOR/DMEとなり、無線航行陸上局として免許される。

周波数
- NDBは、無指向性無線標識用として160kHzから415kHz、1606.5kHzから1800kHzの中から割り当てられる。[6]
- VORについては、電波法施行規則第13条第3項に基づく別表第2号の3(1)で規定。

免許
種別コードはRB。免許の有効期間は5年。但し、当初に限り有効期限は5年以内の一定の11月30日となる。（沿革を参照）
運用
運用について告示するものとされてはいない。
- 海上無線航行業務は、存在しないので上記の告示[2]にも併記されていない。
- 航空無線航行業務は、上記の告示[5]に方式、位置が併記されていた。

操作
無線標識局は、無線航行局ではないので、海上系・航空系の無線従事者では操作できない。
陸上の無線局ではあるが、告示されている範囲のものは、
- NDBは、空中線電力が最低でも20W[7]
- VORは、多重無線設備ではなく空中線電力が100Wまたは200Wが標準[7]

であり第一級陸上特殊無線技士でも操作範囲は中短波帯では一部の周波数の空中線電力10W以下、VHFでは多重無線設備以外は空中線電力50W以下の無線設備までのため操作できず、第一級・第二級総合無線通信士または陸上無線技術士による管理（常駐するという意味ではない。）を要する。
電波法施行規則第34条の2の「無線従事者でなければ行つてはならない無線設備の操作」の第4号にあるその他告示するものに基づく告示

により、国土交通省、地方公共団体、成田国際空港株式会社、関西国際空港株式会社又は中部国際空港株式会社所属の無線標識局であって、航空機の航行の安全確保の用に供するものの無線設備の操作は無線従事者でなければ行ってはならない。
促音の表記は原文ママ
検査
- 落成検査は、国（国土交通省）以外が設置する場合は登録検査等事業者等による点検が可能でこの結果に基づき一部省略される。
- 定期検査は、電波法施行規則別表第5号第8号により周期は航空無線航行業務を行うものは1年、その他のものは2年。落成検査と同様に国以外が設置する場合は登録検査等事業者等による点検が可能でこの結果に基づき一部省略される。
- 変更検査は、落成検査と同様である。

## 沿革
1950年（昭和25年）- 電波法施行規則制定

時に定義された。
免許の有効期間は5年間。但し、当初の有効期限は電波法施行の日から2年6ヶ月後（昭和27年11月30日）までとされた。
1952年（昭和27年）- 12月1日に最初の再免許がなされた。
- 以後、5年毎の11月30日に満了するように免許される。

1963年（昭和38年）
- 海上無線航行業務の電波の型式及び周波数について告示するものとされた。[10]
- 航空無線航行業務の電波の型式及び周波数について告示するものとされた。[11]

2020年（令和2年）- 航空無線航行業務の電波の型式及び周波数について告示することが廃止された。

| 年度                                 | 平成13年度末 | 平成14年度末 | 平成15年度末 | 平成16年度末 | 平成17年度末 | 平成18年度末 | 平成19年度末 | 平成20年度末 |
| ------------------------------------ | ------------ | ------------ | ------------ | ------------ | ------------ | ------------ | ------------ | ------------ |
| 総数                                 | 184          | 178          | 171          | 167          | 162          | 152          | 138          | 101          |
| 航空運輸用                           | 115          | 115          | 108          | 104          | 99           | 92           | 88           | 71           |
| その他国家行政用                     | 63           | 62           | 62           | 62           | 62           | 59           | 50           | 30           |
| 年度                                 | 平成21年度末 | 平成22年度末 | 平成23年度末 | 平成24年度末 | 平成25年度末 | 平成26年度末 | 平成27年度末 | 平成28年度末 |
| 総数                                 | 83           | 77           | 61           | 45           | 40           | 38           | 33           | 31           |
| 航空運輸用                           | 64           | 58           | 43           | 27           | 22           | 20           | 15           | 13           |
| その他国家行政用                     | 19           | 19           | 18           | 18           | 18           | 18           | 18           | 18           |
| 年度                                 | 平成29年度末 | 平成30年度末 |              |              |              |              |              |              |
| 総数                                 | 31           | 26           |              |              |              |              |              |              |
| 航空運輸用                           | 13           | 11           |              |              |              |              |              |              |
| その他国家行政用                     | 18           | 15           |              |              |              |              |              |              |
| 各年度の地域・局種別無線局数による。 |              |              |              |              |              |              |              |              |

## その他
- 無線航行陸上局は電波法施行規則第4条第1項第17号に「移動しない無線航行局」と定義されており、無線標識局と機能的に近い。電波法関係審査基準 地域周波数利用計画策定基準一覧表 別表第5号無線航行局においても、2.無線航行陸上局及び無線標識局として事実上同種別のものとして扱っている。

- NDB、VORはベリカードを発行している。これらは無線局の義務ではなく厚意によるものである。